# 杨都庙
杨都庙，赐名“施善寺”，位于内蒙古自治区锡林郭勒盟阿巴嘎旗洪格尔高勒镇，是一座藏传佛教格鲁派寺院。

## 简介
杨都庙位于阿巴嘎旗南部的洪格尔高勒镇境内，周围水草丰美，空气湿润，泉水与河流很多。杨都庙位于洪格尔高勒镇人民政府所在地的中心位置，北距阿巴嘎旗人民政府所在地别力古台镇141公里。
杨都庙始建于清朝同治三年（1864年），清廷赐名“施善寺”。鼎盛时期，该庙喇嘛达813名，其中常住喇嘛500名。1921年，杨都庙扩建后，占地面积达到3600平方米。当时，杨都庙的大红院中央为主庙，主庙前方的大门两侧有钟楼、鼓楼，马哈仁兹庙（金刚庙）等建筑。后来，锡林郭勒盟行政公署在杨都庙的所在地召开五部十旗集会的那达慕大会，主持大会者是1936年被认定为第四代活佛的却西·洛藏华丹隆柔嘉措。杨都庙因此而闻名，并成为锡林郭勒盟五部十旗会盟之地。
1945年8月日本投降以后，在苏蒙联军的支持下，阿巴嘎左旗王爷布德巴拉出任锡林郭勒盟副盟长，维护地方秩序。1946年初，内蒙古自治运动联合会成立之后不久，察哈尔盟、乌兰察布盟、锡林郭勒盟、巴彦塔拉盟以及所属的各个旗大多建立了内蒙古自治运动联合会分会、支会。1946年4月3日，内蒙古自治运动统一会议召开，会议一致通过了《内蒙古自治运动统一会议主要决议》。此后，内蒙古东部和西部的自治运动完全统一在中国共产党领导下。在此背景下，内蒙古自治运动联合会锡林郭勒盟分会在创建阿巴哈纳尔左旗民主政权之后，又组织了阿巴嘎左旗民主政府的选举，于1946年6月在杨都庙举行群众大会，选举出了阿巴嘎左旗民主政府。该政府的主要成员包括：旺钦、耶仁佩勒、道勒格日玛、嘎吉德措、南基德、却金、耐丹苏热木、赛音乌力吉、巴图苏和等人。
文化大革命期间，杨都庙遭到严重毁坏，仅三大殿保留下来。
1980年，杨都庙恢复宗教活动。1988年，锡林郭勒盟行政公署、阿巴嘎旗人民政府先后拨款13万元，修缮杨都庙。杨都庙由大庙、小庙、却日殿三个主要大殿组成。大庙建筑面积449.44平方米，平面呈正方形，分为上下两层，灰色砖瓦结构，庙内藏有铜制、银制佛像、祭品、乐器等共1000余种，此外还有珍贵的藏经等物。杨都庙是内蒙古自治区爱国主义教育基地。